# Hersden
Hersden – wieś w Anglii, w hrabstwie Kent, w dystrykcie Canterbury. Leży 7 km na północny wschód od miasta Canterbury i 93 km na wschód od centrum Londynu.
W 2001 miejscowość liczyła 6257 mieszkańców.